# アメリカ空軍大学
座標: 北緯32度22分52秒 西経86度20分46秒 / 北緯32.381157度 西経86.346102度
アメリカ空軍大学（アメリカくうぐんだいがく USAF Air University、AU）は空軍専門の教育を実施する機関で、アメリカ空軍の軍団の1つ、「航空教育・訓練軍団」の主要機関。アラバマ州マクスウェル空軍基地に所在する。

## 歴史
第二次世界大戦後、アメリカ政府は航空兵器の移管以上に、空軍の専門的教育を継続することが重要と判断し、アメリカ軍の独立した部門として“空軍”を創設する計画が提唱された。1946年、ミュア・S・フェアチャイルド将軍の指導の下に、新しいプロの軍隊の教育システムを制定した。その後、空軍が対処すべき多様なニーズに応えるためにカレッジやその他の学校群を中央管理する総合大学の設立を構想し、空軍大学を設立した。

## 主な役割
専門的軍事教育、大学院教育などを行い、その他は将校・下士官などや文官に対して、各レベルの教育を実施し、指揮官、幕僚、統率者、管理者を育成する。専門的で学位を授与できる計画的な教育によって、空軍の要求する科学、技術、経営管理、その他の専門的分野の教育を授業で行う。空軍大学は、特に航空宇宙に関する教育、リーダーシップ及びマネジメントの調査研究も実施する。また、任務前の隊員に最適な針路を提供、空軍の特技分野について認定をする。空軍ドクトリン、コンセプト、戦略研究や開発にも貢献している。

## 教育機関

### 空軍指揮幕僚大学
通称はACSC。空軍指揮幕僚大学は、選抜された将校が指揮官や幕僚としての任務遂行能力を習得できるように教育を行う機関。空軍中級将校、陸海軍及び海兵隊将校、国防総省から選抜された文官、世界各国から派遣された将校などが、レジデンス・コースに入校する学生である。
空軍指揮幕僚大学に入校するためには、選抜試験を経て入校する方法（レジデンス・コース）と、セミナー課程と通信教育の3種類がある。レジデンス・コースに選抜されなかった将校は、グループ討議（セミナー・コース）か通信教育を受ける事になる。
カリキュラム
指揮官教育、戦闘支援要請、宇宙防衛、核戦術や核戦域作戦、武装専門知識、低強度紛争対処、品質についての概念、幕僚間の意思疎通などである。
上級航空戦力研究所学校
上級航空戦力研究所学校は、空軍指揮幕僚大学内に設置された組織で、中級レベルの軍事教育（PME）を卒業して選抜された学生用にフォロー・オン教育（11か月間）を実施している。集中的な研修を積んで優れた開発能力を育成、戦略上の原則に従い空軍能力を評価し、導入できる軍人や学者を育成することが上級航空戦力研究所学校の教育目的である。

### 空軍工科大学
通称はAFIT。空軍工科大学は、オハイオ州ライト・パターソン空軍基地に所在する。米空軍司令部の統制下で、空軍の要望に応じるために、科学、技術、医療、管理およびその他の分野について教育を施す機関。そのため、この大学の教育科目は、選抜された将校や文官用に作成されている。また、その中の一部の教育及び訓練プログラムは、国防総省や陸軍、海軍、海兵隊などのニーズに応じて提供されてもいる。さらに、これらの教育課程は、国防総省及び諸外国の軍隊の有資格者に対しての入校の道が開かれる。この大学の教育プログラムは、技術学校、システム、兵站学校、施設、サービス学校、文官教育プログラム等に対して実施される。ちなみに、空軍工科大学のカタログは基地の教育事務所で入手可能。カタログの主な内容は、教育プログラムの紹介や入学手続きが記述されている。また、空軍工科大学では年間およそ800人が卒業する。さらに、学位を持たない学生や医学の学位を持つ学生、法学教育を受けた750人の学生が卒業する。各種継続教育を受講した学生が、空軍工科大学を年間約30000人卒業していることになる。

### 空軍予備役将校訓練課程 （A.F. Reserve Officer Training Corps）
通称AFROTC。予備役将校訓練課程（ROTC）の空軍部門で、上級軍事大学6校などを中心に多くの大学に設置されている。

#### 歴史
RTOC自体は、1916年の国家防衛議案により制定された。空軍の前身たる陸軍の航空隊が正式に発足したのに伴い、航空隊将校の育成のため、1920年から1923年にかけてカリフォルニア大学、ジョージア工科大学、イリノイ大学、ワシントン大学、マサチューセッツ工科大学、テキサス農業工科大学（現・テキサスA&M大学）で航空隊専門のRTOCが設立された。これがのちのAFRTOCである。
第二次世界大戦終結後、ドワイト・D・アイゼンハワー将軍が全米の77の大学にAFRTOCが設置するという一般指令第124号にサインし、許可することで、ATRTOCはより拡大されていく。50年代に入り、女性をAFRTOCに採用すべきという案が提出され、1956年から1960年の4年間に、実験的なプログラムが実施された。ちなみに、同時期に空軍士官学校が設立される。1964年になると、RTOCの活性化を目指し、RTOC活性化法が成立した。これにより、2年間のシニアプログラム、ジュニアプログラム、奨学金制度が制定された。また、女性士官候補生が1969年にシニアプログラムに、1973年にジュニアプログラムに採用された。1978年、航空訓練軍団がAFRTOCの実行責任を継承。その後、1993年に航空訓練軍団が空軍大学と統合され航空教育・訓練軍団となると、AFRTOCは空軍大学に引き継がれることになる。

#### プログラム

##### シニアプログラム
シニアプログラムは、カレッジや総合大学などに通う学生から空軍士官候補生を募り、教育、士官候補生の任命を行うプログラムである。訓練隊は米国内やプエルトリコを含む150近くの大学に所在している。学生は、850以上の都市で登録科目もしくは協定科目を受講できる。参加学生数の最高は1986年の23,605人で、最低は1993年の10,231人である。
任官基準として、一般的な最初の2年間プログラムは14歳以上30歳以下、後半の2年間のプログラムは17歳以上30歳以下が条件である。奨学金対象の士官候補生も17歳以上30歳以下が条件である。なお、任官されるには、年齢以外にも国防総省が規定する身体適性及び精神評価基準に合致する必要がある。また、AFRTOCの採用は、空軍兵士からも行われている。方法としては、ROTCの優秀なAir Manとして奨学金を受給している者が、部隊長によりAFROTC奨学金受給者に指定され、6年以内の勤務者に認定されることである。Air Manとしての奨学金とカレッジ奨学金は、中央委員会で選択することになる。この両方の奨学金は、2年、3年、4年の3つの奨学金制度であり、学士課程を修了することが前提となる。また、年齢制限があり、35歳未満であることが必須となる。30歳以上の応募者の場合は、通常より厳しい基準が設けられており、2年以内に学士の取得が必要となる。
教官は経験豊富な空軍士官から選出され、階級は大佐から大尉までの4階級である。また、退官までに5年以上あり、修士の学位を有する、もしくは正規・終身の予備役であるのが条件である。選出された教官は、マクスウェル空軍基地のアカデミック・インストラクタースクールで、教官としての教育を受ける。また、AFRTOC部隊長は、専門学部の教授であることが必要である。
4年間教育プログラム
4年間の教育プログラムのうち、最初の2年間は通常の軍事コースとして、毎週1時間は教室での作業及び2時間のリーダーシップ演習を行っている。後半の2年間は、教育訓練プログラムに進学したい学生は、国家的競争選抜制度であるプロフェッショナル士官課程選抜システムに従うことになる。段階的な評価や部隊長の評価、素養試験成績などを同システムでは評価することになる。選抜を通過した学生は、指定された空軍基地で4週間の夏季野営訓練を体験する。また、毎週3時間の職業士官課程（POC）に出席し、2時間程度のリーダーシップ演習に参加しなければならない。
各教育隊では、団、群、隊などの空軍の基本編制に応じた士官候補生隊を編制する。候補生は、リーダーシップ演習を主催することで、この士官候補生隊を管理する。
POCでは、グループ討論や研究発表の便宜のために、小編成のクラスを編成する。このクラスでは、管理、意思疎通技術、国家防衛政策などの話題が討論、研究されることになる。また、POCに入学すと同時に、候補生は米空軍の予備役に自動的に登録され、大学卒業まで非課税給与を受領する権利が与えられる。
2年間教育プログラム
2年間教育プログラムでは、4年間教育プログラムの後半の2年間に実施される職業士官課程と同様の教育が行われる。2年間プログラムの受講生は、POCとプラスして、6週間の野営訓練を完了することが必須となる。
1年間講習プログラム
1年間講習プログラムは、特定の教育分野での不足が生じたときに対策として実施される。受講対象の例としては、ジュニアクラスの看護学生や気象学生などが考えられる。また、法律専攻の学生もケース・バイ・ケースであるが、受講対象となる可能性がある。
同講習に選抜された学生は、士官候補生となるPOCに入学するためには、7週間の夏季野営訓練に参加する必要がある。この場合でも、大学卒業までの毎月の収入を得る権利を与えられる。また、奨学金の対象になることも可能であるが、6月30日の査定時点で27歳以下であることが条件である。もちろん、非奨学金対象者でも受講は可能だが、現役で従事する場合は、30歳以下が条件となる。
特別講習プログラム
特別に、学校外で士官候補生に学習体験をさせるプログラムである。主に、野外訓練など、候補生にとって初めての経験になじませることを目的とする。また、リーダーシップ教育と訓練、心構えの教育を行う。4週間の野外訓練には、航空機搭乗員のオリエンテーション教育、射撃訓練、青年士官としての訓練（Junior of Ficer Council）、体形保持訓練、生存訓練などが含まれており、士官としての潜在能力の評価をする。
士官候補生には、自宅及び母校への往復費用の支払、制服の貸与、宿舎・食事の支給がなされる。また、所要経費が控除され、候補生には野外訓練用として約500ドルほど支給され、5週間の各野外訓練でも625ドルが支払われる。
上級訓練では、特別な専門的訓練を実施している。上級訓練の内容は、士官候補生を実際に空軍基地で勤務させ、空軍での生活、義務、責任を熟知させることである。これは基地での勤務研修により、作戦中の基地の空気と接することで、訓練と実任務の相違を把握させるための自発的な訓練プログラムで、インターン・プログラムと呼ばれる。士官候補生は通常、2週間から3週間単位で基地に勤務することになるが、日額20ドルが支払われ、食事、宿舎の支給、自宅からの交通費が支払われる。士官候補生にはAFRTOC教官が随伴し、基地勤務の経験のみならず、空軍任務の個人的な知識を提供する。
以上の各プログラムを修了後、士官候補生は空軍少尉に任官し、4年間の勤務を義務づけられている。パイロットなどの特別な操縦訓練を受け任官した場合、10年間の勤務が義務づけられ、ナビゲーターなどの場合は6年間の勤務義務を負う。その他、看護大学卒業生などの医学専攻者は、空軍看護部隊に所属し、看護試験に臨む。合格後は、4年間の勤務義務を負うことになる。看護試験は2度のチャンスしかないが、2度とも不合格の場合も戦闘部隊士官と任官し、4年の義務負う。ちなみに、医学進学課程から医学部に入学した士官候補生は、卒業まで学位取得の支援がなされる。
法学専攻の2年次の学生は、AFRTOC法律プログラムを卒業後、空軍へ入隊することになる。ロースクール（法律学校）（日本の法科大学院に相当）課程を修了し、法曹資格を取得している場合は、法務官として任官することになる。米国法曹協会の認定するロースクールを卒業後、学生は連邦裁判所あるいは最高裁判所での法律事務研修を受けることが可能であり、新任の法務官は入隊時に採用規定及び入隊命令によって、階級が指定される。
奨学金制度
奨学金は、4年、3年、2年の単位で支給される。空軍の奨学金には、以下の3種類が存在する。すべての奨学金に、図書費、必要な諸経費、月間150ドルの非課税所得が含まれている。奨学金の受給の権利は、受給年の6月30日の時点で、25歳以下であることが条件である。また、奨学金受給を維持するためには、学問、軍事訓練、身体管理訓練を空軍の要求する基準以上に充たす必要がある。
1. 全授業料及び必要経費の全額負担
2. 年間授業料及び所要経費の合計15,000ドルまでの負担
3. CSPを参考とする国内授業料の低額負担

第2については、米国内の大学生がCSP （College Scholarship Program）で受領する奨学金以上の額が負担される。第3については、CSPを参考に決められており、やや低額である。また、これら奨学金の受給資格を獲得できずに職業士官課程に進んだ学生に対しても、年間3,000ドルの奨学金が支給される。

##### ジュニアプログラム
ジュニアプログラムは、14歳以上の高等学校学生に航空宇宙科学教育を施すことで、創造的市民を育成することを目的とする。航空宇宙技術の歴史及び科学的側面の教育を学生に対して行っている。この事業はシニアプログラムとは違い、空軍隊員の募集を目的としておらず、学生たちが空軍に入隊する義務はない。
教員は空軍を退官した士官または下士官である。フルタイムの学校教員で、その地域の学校教員審査会で選定される必要がある。
航空宇宙科学の教育が6割、リーダーシップ教育が4割を占める。飛行や航空宇宙環境、ロケット工学、プロペラ推進、宇宙旅行、宇宙船などの歴史を学ぶことになる。また、これらと同時に、軍隊での習慣、儀礼、人間関係、意思疎通法を学ぶ。
このジュニアプログラムには特別な配慮があり、特別なAFRTOCで特別な奨学金が支払われるほか、プログラムを2年間修了している場合、大学でのRTOCを一期間免除される。3年間修了している場合は大学レベルの全学年に対するAFROTCの参加が保障される。また、3年修了した後に高等学校を卒業、そのまま軍に入隊した者は、同期入隊者よりも2階級上の給料が支払われる。

### 空軍品質管理学校
空軍品質管理学校は、主に、空軍の品質管理教育を行う。1991年に、上級将校のリーダーシップ強化のため、開設された。総合的な品質管理の向上のため、指揮官や隷下の部隊のために指揮管理の構想と方法、手段および助言を行うことを主な教育目的としている。空軍品質管理学校は全ての品質関連文献と情交換に関するセンターとして、トータルクリオティ（TQ）業務を推進している。また、同校ではTQコースを開発・運用し、教育訓練システムにTQを統合、助言者を提供する。
同校が主に準備している広報・連絡手段
- 電子掲示板システム
- 模範的なビデオ
- ソフトウェア
- ニュースレター
- 電話連絡
- 品質シンポジウム
- 品質リソース巡回認定チーム

### 空軍大学図書館
空軍大学図書館は、初代館長のミュア・S・フェアチャイルド将軍に敬意を示してフェアチャイルド図書館とも呼ばれている。同図書館は、約70名のスタッフが勤務しており、そのうちの30名ほどは専門学科の上級学位の保持者で構成される。蔵書の数は、図書が28万冊以上、軍事関係定期刊行物が53万冊以上、地図や海図が62万枚以上である。また、全世界から1900もの新聞雑誌を購入している。

### 空軍戦争大学 （Air War College）
通称はAWC。空軍戦争大学は、上級職業軍人教育学校である。指揮官や幕僚配置に就くために選抜された大佐や中佐クラスの士官の教育を行う。教育カルキュラムでは、軍事戦略、空軍戦力の運用などを重点的に学ぶことになる。入校学生は、政府が国家安全保障政策を決定し、実行するために、資源を獲得管理する方法を分析研究する。カルキュラムで、学生は国家紛争の原因や紛争の傾向を分析評価して、地域の不安定を収めるために適切な国家安全保障政策を検討する。また、これと併行して、調査などのプログラムを進め、学生が特に興味を持つ地域を深く学ぶ機会を提供する。
10か月間のAWCのレジデンス・コースの教育プログラムは空軍現役将校、州空軍及び予備役、その他の米軍軍人、同盟国軍軍人、連邦政府各省庁から選抜された文官に開かれる。レジデンス・コースには、年間約250名が入校する。このレジデンス・コースに入学できなかった人のために、AWC側は通信教育及びグループ討議などの教育プログラムを用意しており、内容はレジデンス・コースとほぼ同様となっている。その他のプログラムには、年間約5000名が入校する。

### 民間航空パトロール （Civil Air Patrol）
通称はCAP。
アメリカ合衆国における民間自主防衛組織。組織の正式マークには「アメリカ空軍支援部隊/民間航空パトロール」と表記されている。
主に空軍志願者（21歳以下）の軍事訓練及び養成、成人（21歳以上）への軍事及び組織戦略の教授、空軍支援におけるレスキュー活動や上空偵察・分析・調査・荷物輸送などの活動を行っている。
組織の運営は主に退役軍人、元幹部候補生、及び指定されたプログラムを修了した者によって行われている。また当組織における階級はアメリカ軍の階級と同じである。軍服も多少のロゴは異なるが、アメリカ空軍と同じものである。組織自体はアメリカ空軍の指揮下にある非営利団体であるため、メンバーの活動は全てボランティアである。集会も基本的には週1回程度であり、仕事が多忙で集会に参加できず、幹部としての籍を保持したままの者も多い。緊急時には空軍に召集されることもある。また組織自体が会員制であり、入会するにはFBI（連邦捜査局）による経歴調査と指紋の提出が必要である。ボランティア団体であるため、軍服などは全て自費であり、会員は年に80ドル程度の会費を払う必要がある。
指定されたプログラムを修了した者はCAPの幹部（将校）として、軍事会議への出席や自分のペースに合わせた多方面な軍事教育が受けられるため、学生や社会人に人気がある。またパイロット志願者への訓練はあるが、21歳以下の会員にのみ認められる。在日米軍基地（東京都内や沖縄など）にもCAPの支部が存在する。
このような支援部隊は空軍のみだけでなく、「Public Health Service」、「NOAA」、「CG Auxiliary」、「UN-NATO」、「NASA-Civilian」、「State Guards」など各機関に存在する。

### 下士官職業軍人教育大学
下士官職業軍人教育大学は、職業軍人である下士官の軍事的リーダーシップや部下管理能力の育成のための教育を実施している。大学は、マックスウェルのギュンター地区に所在し、下士官職業軍人のための大学は、空軍上級下士官アカデミー(AFSNCOA)が中心で、米空軍の北米大陸全土の下士官アカデミーの教育指導責任を持つ。カレッジの教育部は、下士官アカデミー及びエアーマン・リーダーシップスクールの教育計画開発、管理運用の責任を有する。さらに、カレッジは現在の教育課程用と、将来の教育課程の教育計画の作成を行うとおもに、アカデミーや関連学校の教官要請の教育を行っている。
教育課程は7週間で、講義、セミナー、自主研究で構成されている。主要な教育分野は軍事学の常識的部分、リーダーシップ、部隊管理、意思疎通法などである。また、複数の選択科目が用意されている。年間約2,000人ほどの先任下士官が入校し、約33,000人が通信教育を受けている。

### 空軍ドクトリン・調査及び教育カレッジ
通称はCADRE。空軍ドクトリン、調査及び教育カレッジは航空宇宙戦力運用理論を開発、国家の目的に適応させるための研究を行う最高機関で、空軍力調査研究所、空軍ウォーゲーム研究所、戦闘研究所、情報研究所、教育サービス研究所、高級幹部会の6つの機関により構成される。主に、空軍のコンセプト、ドクトリン、戦略などを開発、解析することを目的に、作戦計画、支援計画、作戦運用の研究を実施している。スタッフたちによる研究の成果は、米空軍が発行する「Airpower Journal」などの専門誌、公開討論、討論会に関する記事にて公表されることになる。
CADREの教育機関としては、公開講座研究所（ECI）が存在する。職業軍人の教育機関であるほか、昇進制度に関する教育、経歴管理のサポートも兼任する。ちなみに、ECIは以前は独立した機関であったが、現在では教育サービス研究所の1部門となっている。

### 空軍コミュニティ・カレッジ
通称はCAF。空軍コミュニティ・カレッジは、下士官のカレッジであり、米国では最大のコミュニティ・カレッジである。CCAFは、米国南部の各種学校、カレッジから軍の学校及びOJT機関としての地位を公認されている。そのため、これらの一般学校からの職務に関する科学分野の転校生を受け入れている。空軍の60%以上の下士官は、このCCAFに登録されており、下士官に管理能力、技術能力、リーダーシップなどの強化を行うことにより、即応体制の強化に大きな貢献をしている。

### アイラ C.イエイカー・カレッジ
アイラ C.イエイカー・カレッジは、専門的開発のためのカレッジで、継続軍事教育プログラムで学ぶ学生の母集団となる組織である。年間5000名の学生が、カレッジの継続教育プログラムに入学する。
このカレッジには、9つの学校が存在する。
- 空軍法務一般学校　※正規軍人の法務特別講習を含む
- 軍隊管理専門学校
- 技術管理学校
- 指揮官用専門的開発学校
- 空軍マンパワーおよび人事管理学校
- 空軍従軍牧師学校 ※正規軍人の教会管理専門要員教育を含む
- 第1下士官アカデミー
- 専門教官養成学校
- 国際将校学校

### 第42航空基地航空団
第42航空基地航空団は、マクスウェル空軍基地およびカンター支所のための全般管理部隊で、様々な組織を支援、人員を派遣している。